# ミシェル・カーター (ゲームデザイナー)
ミシェル・カーター（Michele Carter）は、ロールプレイングゲーム（RPG）のゲームデザイナー。

## キャリア
カーターは、リチャード・ベイカー率いるSCRAMJETチームの一員であり、ジェームズ・ワイアット、マシュー・サーネット、エド・スターク、ステイシー・ロングストリート、クリス・パーキンスと共に、開発中のダンジョンズ&ドラゴンズ第4版で使用される設定の更新を担当した。
カーターは、D&D第4版のプレビュー本『Wizards Presents: Races and Classes』（2007年）の内容を編集した。